# Emigrarea și dezertarea din Blocul Estic

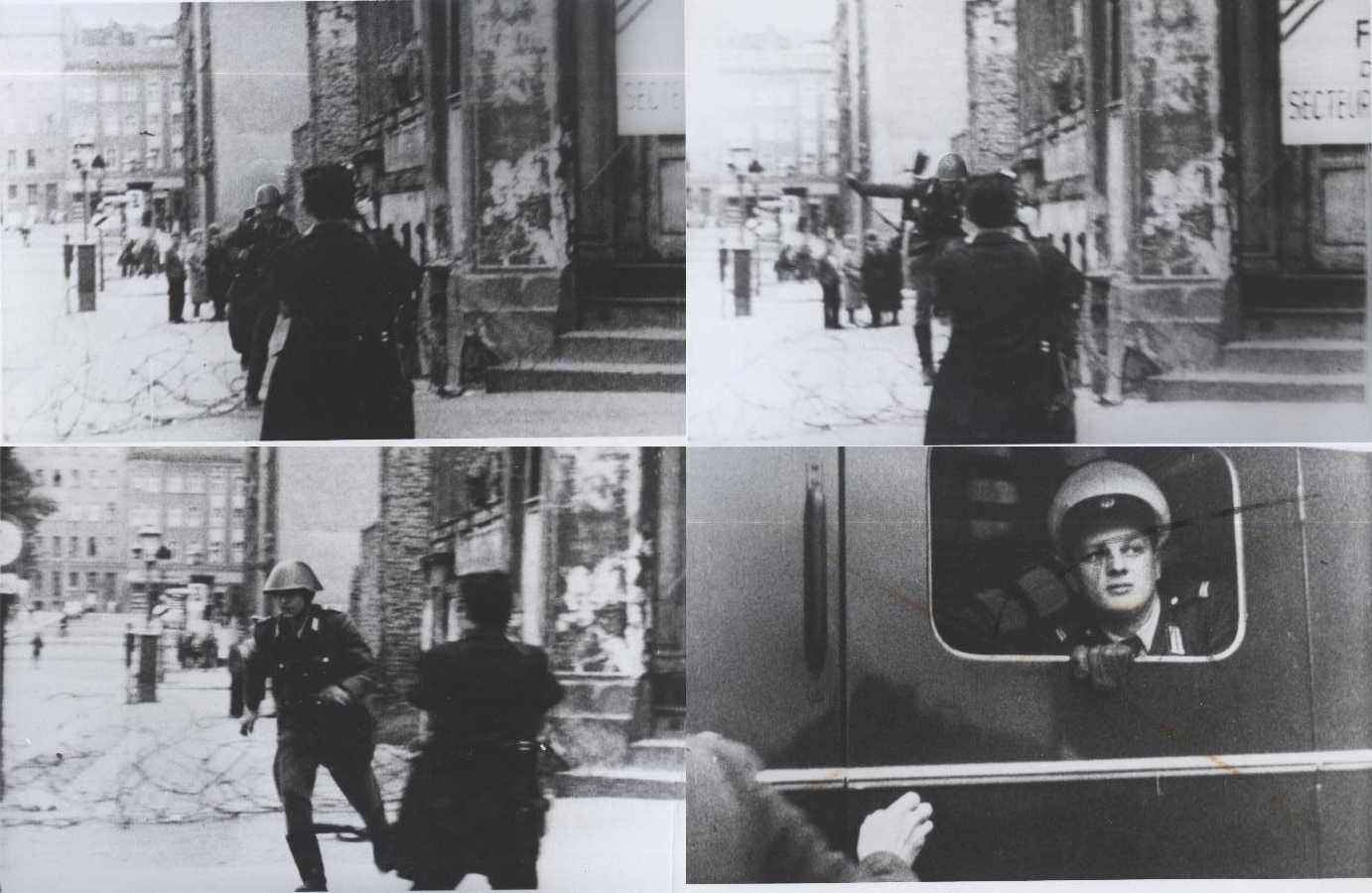
Soldatul est-german Conrad Schumann sărind peste sârma ghimpată în Berlinul de Vest în data de 15 august 1961, la trei zile după ce s-a început construcția Zidului Berlinului

Emigrările și dezertările din URSS și Blocul estic au fost un punct de controversă în timpul Războiului Rece. Datorită numărului mare de emigrări din Blocul Estic, URSS și statele sale satelite aflate sub regim comunist s-au văzut nevoite să pună restricții emigrărilor, emigrarea acceptându-se doar în cazuri excepționale în cazuri de reîntregire a familiei. În motivația lor, conducerea URSS și guvernele motivau închiderea granițelor pentru a preveni un exod al creierelor. 
După ce Republica Democrată Germană a întărit paza granițelor cu Germania de Vest, porțiunea de graniță dintre Berlinul de Est și Berlinul de Vest oferea posibilitatea emigrării. Această posibilitate a dispărut odată cu ridicarea în 1961 a Zidului Berlinului. Ulterior acestei date emigrația din Blocul de Est se limita la dezertări, emigrări ale diferitelor etnii pe baza acordurilor bilaterale și un număr mic de alte cazuri.

## Condițiile de viață în Blocul de Est

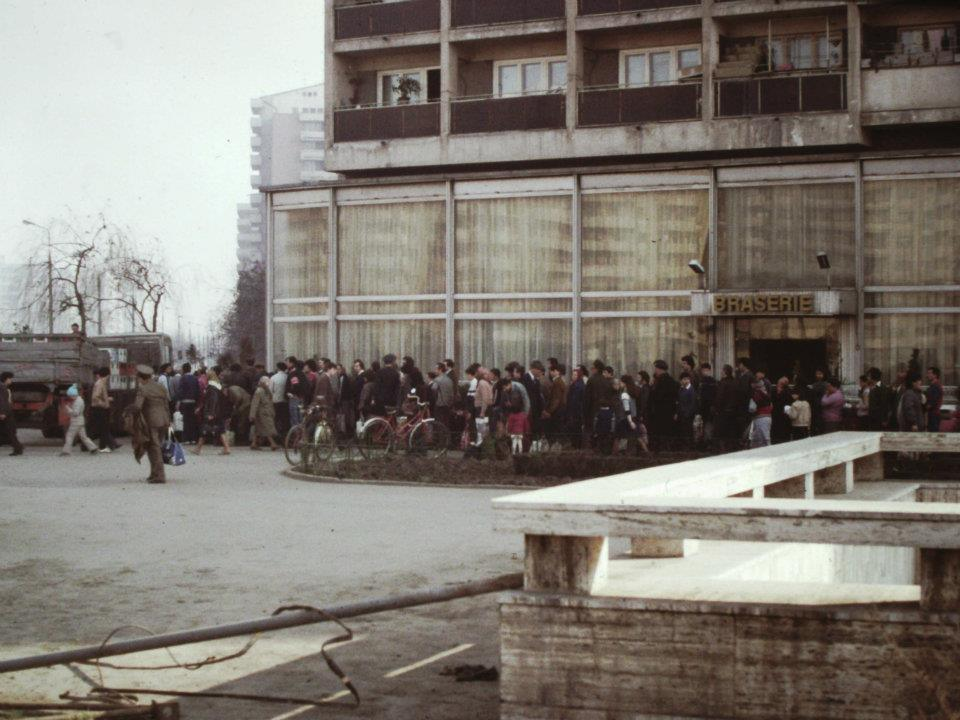
Obor, București - un rând pentru ulei în mai 1986

Caracteristica definitorie a comunismului pusă în aplicare în Blocul Estic a fost o simbioză unică a statului cu societatea și economia, rezultând faptul că politica și economia și-au pierdut caracteristicile lor distinctive ca sfere autonome și separate. Inițial, Stalin a condus sistemele care respingeau instituțiile caracteristici ale economiilor de piață din Occident, guvernarea democratică (numită în limbajul sovietic "democrație burgheză"), precum și supunere statului de drept intervenției discreționare a statului. Sovieticii au expropriat și au etatizat proprietate privată.
"Regimurile replică" de tip sovietic care au apărut în Blocul de Est nu numai că au reprodus economia de comandă de tip sovietic, dar, de asemenea, au adoptat și metodele brutale folosite de Iosif Stalin și de poliția secretă sovietică de a suprima opoziția reală și potențială. Regimurile comuniste din Blocul de Est au marginalizat grupurile de intelectuali de opoziție ca o potențială amenințare. Suprimarea disidenței și a opoziției a fost o condiție de bază pentru securitatea puterii comuniste în Blocul de Est, deși gradul de opoziție și suprimarea disidenței a variat în funcție de țară și de-a lungul timpului existenței Blocului.
În plus media era total aservită puterii politice și servea ca organ de stat sub directa coordonare a Partidului Comunist aflat la putere, nefiind autorizate posturile radio sau TV particulare, dar și ziarele erau în proprietatea statului. Greșelile în domeniul economiei datorită planificării centralizate ținteau mai degrabă o dezvoltare extensivă decât una intensivă, care a avut ca rezultat rămânerea în urmă față de țările capitaliste în ceea ce privește PIB-ul pe cap de locuitor. Acest lucru după câteva decenii de comunism a avut ca rezultat golirea rafturilor din magazinele alimentare chiar și în RDG, care reamintea dureros neadevărul propagandei în privința progresului magnific și neîntrerupt din economie.